# Шилинь-Ийский автономный уезд
Шилинь-Ийский автономный уезд (кит. упр. 石林彝族自治县, пиньинь Shílín Yízú zìzhìxiàn) — автономный уезд городского округа Куньмин провинции Юньнань (КНР).

## История
После монгольского завоевания государства Дали в 1255 году здесь была создана Ломэнская охранная тысяча (落蒙万户府). В 1276 году она была преобразована в Лунаньскую область (路南州), которой были подчинены уезды Иши (邑市县) и Миша (弥沙县). В 1287 году уезд Миша был присоединён к уезду Иши. Во времена империи Мин в 1490 году был расформирован и уезд Иши, и эти земли перешли под прямое управление областных структур. После Синьхайской революции в Китае была проведена реформа структуры административного деления, в ходе которой области были упразднены, и в 1913 году Лунаньская область была преобразована в уезд Лунань (路南县).
После вхождения провинции Юньнань в состав КНР был создан Специальный район Илян (宜良专区), и уезд вошёл в его состав. В 1954 году Специальный район Илян был расформирован, и уезд перешёл в состав Специального района Цюйцзин (曲靖专区). В 1956 году уезд Лунань был преобразован в Лунань-Ийский автономный уезд (路南彝族自治县). В 1958 году он был присоединён к уезду Илян, но в 1964 году воссоздан.
В 1970 году Специальный район Цюйцзин был переименован в Округ Цюйцзин (曲靖地区).
В октябре 1983 года решением Госсовета КНР Лунань-Ийский автономный уезд был переведён из состава округа Цюйцзин под юрисдикцию властей Куньмина.
8 октября 1998 года Лунань-Ийский автономный уезд был переименован в Шилинь-Ийский автономный уезд.

## Административное деление
Автономный уезд делится на 1 уличный комитет, 3 посёлка и 1 волость.